# Canon de 75 mm modèle 1924
Pour les articles homonymes, voir Canon de 75 mm.
Le canon de 75 mm modèle 1924 est un canon naval de calibre moyen de la marine française conçu après la Première Guerre mondiale. Il servit notamment à bord des cuirassés, croiseurs et destroyers durant la Seconde Guerre mondiale. 

## Service
Les classes de navires ayant porté le Modèle 1924 incluent:
- Classe Bretagne
- Classe Jaguar
- Classe Duguay-Trouin
- Classe Duquesne